# Pararealgar
Il pararealgar è un minerale.